# Ramón Zabalo
Ramón Zabalo Zubiaurre (South Shields, 10 giugno 1910 – Viladecans, 2 gennaio 1967) è stato un calciatore spagnolo, di ruolo difensore.

## Palmarès

### Club

#### Competizioni nazionali
- Coppa di Francia: 2

RC Parigi: 1938-1939, 1939-1940
- Campionato spagnolo: 1

Barcellona: 1944-1945
- Coppa Eva Duarte: 1

Barcellona: 1945